# Болгарский военный контингент в Афганистане

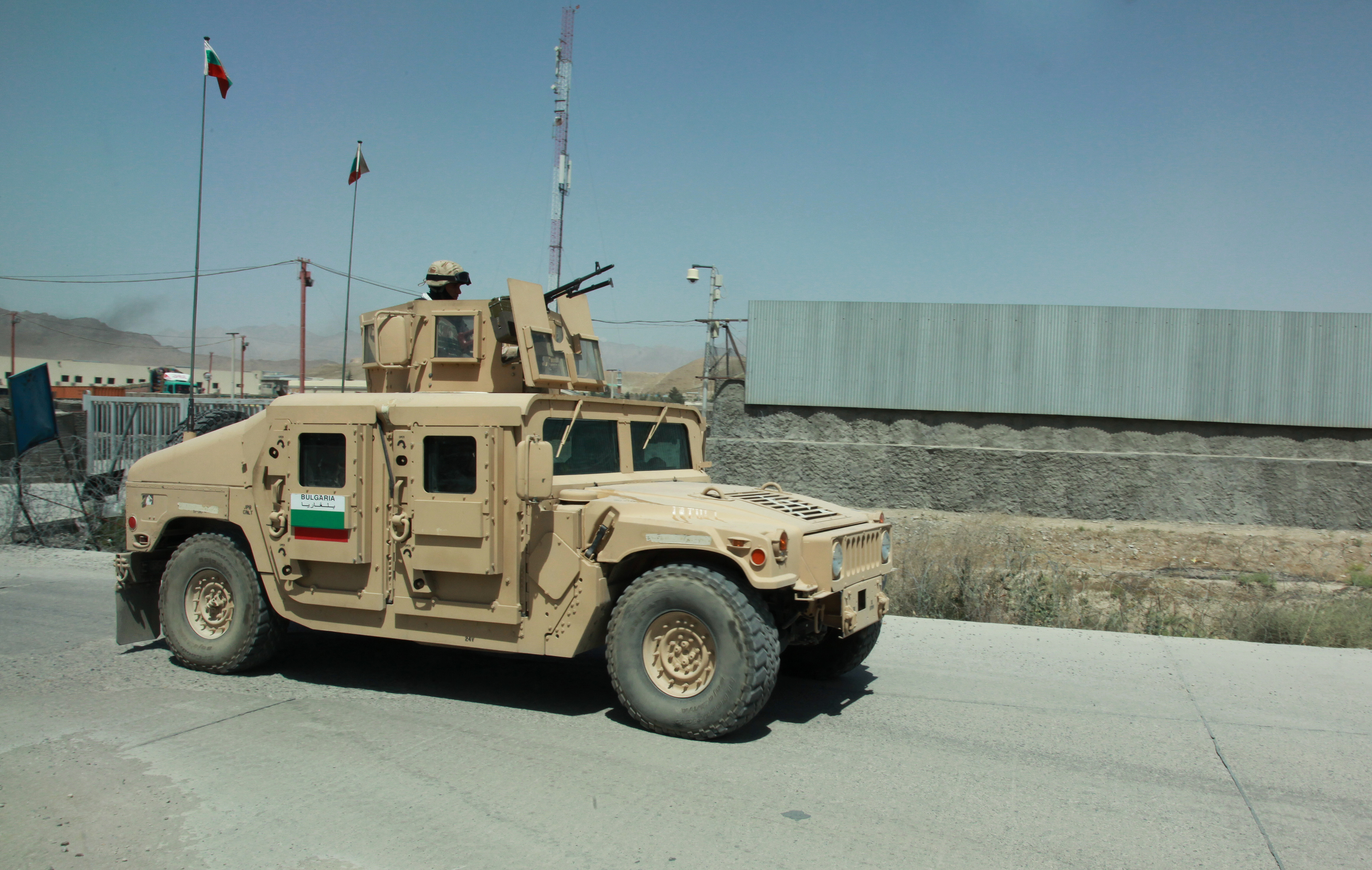
бронированный M1114 болгарского контингента в Кабуле (28 июля 2009)

Болгарский военный контингент в Афганистане — подразделение вооружённых сил Болгарии, созданное в 2002 году. В 2002 - 2014 гг. действовало в составе сил ISAF.

## История
В отличие от болгарского контингента в Ираке (транспортные расходы и тыловое обеспечение которого взяли на себя США), все расходы болгарского контингента в Афганистане оплачивала Болгария.
21 января 2002 года правительство Болгарии приняло решение об отправке в Афганистан военного контингента из 32 военнослужащих (взвод солдат, обслуживавших банно-прачечный комплекс), и 16 февраля 2002 года они были направлены в Афганистан. 29 июля 2003 года было принято решение о увеличении численности болгарского контингента в составе ISAF и расширении поставленных перед ним задач. 
По состоянию на 1 декабря 2005 года численность болгарского контингента составляла 60 военнослужащих. В этот день министр обороны Болгарии Веселин Близнаков выступил с заявлением, что с начала 2006 года численность болгарского контингента ISAF увеличится до 300 военнослужащих, и они возьмут на себя охрану аэропорта в Кабуле.
В 2007 году численность болгарского контингента была увеличена на две роты: одна из них была включена в состав итальянских войск в Кабуле (региональное командование Regional Command Capital), вторая - размещена в Кандагаре (для охраны аэропорта Кандагар в составе сил Regional Command South).
В сентябре 2007 года посол США в Болгарии Дж. Байерли сообщил, что США передадут для болгарского контингента в Афганистане первые десять HMMWV, в 2008 году они были получены.
В декабре 2008 года численность болгарского контингента в Афганистане составляла 460 военнослужащих, и было принято решение о очередном увеличении численности контингента.
25 января 2010 года в результате ракетного обстрела авиабазы НАТО в Кандагаре были ранены 4 военнослужащих Болгарии; в июне 2010 года в аэропорту Кабула был ранен ещё 1 военнослужащий Болгарии.
По состоянию на начало 2012 года, численность болгарского контингента в Афганистане составляла 614 военнослужащих. В дальнейшем, численность контингента была несколько уменьшена — до 606 человек к началу августа 2012 года. Тогда же было объявлено, что вывод болгарского военного контингента будет начат в 2013 году и завершён до конца 2014 года.
16 апреля 2012 года в провинции Кандагар солдат афганской армии открыл огонь по автоколонне НАТО, двигавшейся от базы "Hero" к базе "Lindsey" и был застрелен болгарскими военнослужащими.
По состоянию на 3 декабря 2012 года численность контингента составляла 581 военнослужащих, по состоянию на 1 августа 2013 года — 416 военнослужащих.
В начале 2014 года численность болгарского контингента составляла 420 военнослужащих (несколько штабных офицеров, отделение военной полиции, рота охраны аэропорта в Кандагаре, рота в Кабуле и советники, обучавшие личный состав 205-го корпуса афганской армии). В июле 2014 года из Афганистана было выведено отделение военной полиции, в декабре 2014 года - рота из Кандагара и численность контингента сократилась до 110 военнослужащих.
28 декабря 2014 года командование НАТО объявило о том, что операция "Несокрушимая свобода" в Афганистане завершена. Тем не менее, боевые действия продолжались и иностранные войска остались в стране - в соответствии с начатой 1 января 2015 года операцией «Решительная поддержка», хотя общая численность войск НАТО (в том числе, болгарского контингента) была уменьшена. В 2015 году в Афганистане находились 110 военнослужащих Болгарии (несколько штабных офицеров, рота охраны внешнего периметра аэропорта в Кабуле и советники, обучавшие афганских военных и полицейских).
В августе 2015 года США передали болгарскому контингенту десять бронемашин MSFV Commando Select. В связи с сокращением численности болгарского контингента, в ноябре 2015 года две бронемашины (одна из десяти MSFV Commando Select и одна ранее переданная ASV М1117 "Guardian") были вывезены из Афганистана в Болгарию и переданы в вооружённые силы Болгарии. В 2017 году из Афганистана в Болгарию были вывезены ещё восемь полученных от США бронемашин MSFV Commando Select, которые также были переданы в вооружённые силы Болгарии. Все эти бронемашины были получены по программе военной помощи FMF.
В 2016 году численность болгарского контингента в Афганистане не изменилась и по-прежнему составляла 110 военнослужащих (несколько штабных офицеров, рота охраны внешнего периметра аэропорта в Кабуле и советники, обучавшие афганских военных и полицейских).
31 мая 2017 года в дипломатическом районе Кабула возле здания посольства ФРГ (в 500 метрах от здания посольства Болгарии) был взорван заминированный грузовик-автоцистерна. Ни один из семи находившихся в здании работников посольства не пострадал, но здание получило повреждения (были выбиты оконные стекла и повреждена крыша) и учреждение временно приостановило работу. 26 июля 2017 года правительство Болгарии приняло решение увеличить военный контингент в Афганистане с 110 до 160 военнослужащих и отправило в страну ещё 50 военнослужащих. 
С 10 марта 2018 года деятельность посольства Болгарии в Афганистане приостановлена.
29 ноября 2018 года в Афганистан был направлен 37-й состав болгарских военнослужащих в количестве 158 человек. Основными задачами контингента в это время являлись охрана авиабазы НАТО в Кандагаре и обучение военнослужащих афганской армии.
В феврале 2020 года численность болгарского военного контингента составляла 158 военнослужащих, в феврале 2021 года - 117 военнослужащих.
14 апреля 2021 года президент США Джо Байден объявил о планах начала вывода американских войск из Афганистана в мае 2021 с завершением этого процесса к 11 сентября 2021 года. В этот же день решение о выводе войск "в течение нескольких следующих месяцев" приняли страны НАТО.
Во время последней, 42-й ротации (с мая по июнь 2021 года), численность контингента составляла 120 военнослужащих (рота охраны авиабазы). 24 июня 2021 года Болгария завершила эвакуацию войск и участие в операции.
30 июня 2021 года на центральной площади в городе Карлово на церемонии с участием министра обороны вернувшимся в Болгарию войскам был объявлен приказ о расформировании болгарского контингента. На этом участие Болгарии в войне в Афганистане было официально завершено.
Однако по состоянию на 18 августа 2021 года на территории Афганистана оставалось 7 граждан Болгарии и министерство иностранных дел Болгарии сообщило о переговорах со странами-союзниками (с помощью которых их должны были эвакуировать). 21 августа 2021 на транспортном самолёте C-130 ВВС Румынии из аэропорта Кабула вместе с гражданами Румынии были эвакуированы четверо остававшихся в стране граждан Болгарии.

## Результаты
В общей сложности в операции в Афганистане приняли участие 11 200 военнослужащих Болгарии. Кроме того, использовались "контрактники" из числа афганцев. Потери Болгарии в военной операции в Афганистане составили не менее 7 военнослужащих ранеными, но убитых не имелось.
По официальным данным НАТО, участие в войне в Афганистане стала крупнейшей военной операцией вооружённых сил Болгарии. Военные расходы на операцию составляли около 68,7 млн. долларов США в год.
Помимо прямых военных расходов, Болгария предоставляла военную и экономическую помощь Афганистану.
- в августе 2002 года Болгария безвозмездно передала афганской армии 400 автоматов АК-47, восемь 82-мм миномётов, 12 гранатомётов СПГ-9, 15 гранатомётов РПГ-7, 8 пулемётов, 30 радиостанций и партию боеприпасов[35].
- в начале 2007 года правительство Болгарии безвозмездно передало армии Афганистана ещё одну партию вооружения, боеприпасов и военного имущества (миномёты, патроны и бинокли) на общую сумму 7,84 млн. долларов США[36]

20 августа 2021 года министр иностранных дел Болгарии Светлан Стоев сообщил о намерении принять на территории Болгарии до 70 граждан Исламской Республики Афганистан. 25 августа 2021 года Совет министров Болгарии официально принял решение разрешить пребывание в стране 70 беженцам из Афганистана. На пресс-конференции премьер-министр Болгарии Стефан Янев сообщил, что речь идёт о бывших "контрактниках", которые работали в посольстве в Болгарии в Кабуле и вместе с военнослужащими болгарского контингента в Афганистане, а также членах их семей. В дальнейшем, эти 70 беженцев были размещены в центре размещения мигрантов на территории ФРГ, но 22 сентября 2021 года выступавший на Генеральной Ассамблее ООН президент Болгарии Румен Радев подтвердил намерение властей Болгарии принять и разместить их на территории Болгарии.